# Konrad Witz
Konrad Witz fou un pintor suís originari de Suàbia (1400? – 1445?). Una de les seves més famoses obres és l'Anunciació, es pot veure a l'exposició permanent del Germanisches Nationalmuseum de Nuremberg. Es compta juntament amb Hans Hirtz entre els darrers representants del Rin Superior del gòtic tardà.

## Biografia
Sobre la biografia de Konrad Witz se sap certament poc abans de l'any 1434. Se sap d'ell per què apareix en els documents del gremi de la pintura de Basilea d'aquest mateix any, en la llista apareix amb el sobrenom de Konrad von Rottweil(Konrad de Rottweil). Només es coneixen les obres pictòriques dels seus últims dotze anys de vida, romanent la resta desconegut en l'actualitat. La darrera inscripció que mostra signes de vida és una inscripció a Die Wunderbare Vermehrung der Fische (Miracle de la multiplicació de pans i peixos), en la inscripció posa el seu nom i la data d'any de 1444.

## Característiques
Witz es va dedicar a reflectir els problemes de representar la realitat tridimensional en un llenç bidimensional, de com distribuir les habitacions segons els cànons de la perspectiva i de l'arquitectura de l'època. No té bons exemples de perspectiva d'interiors, encara que amb la seva forma de pintar tenia la capacitat de representar la profunditat amb força realisme. L'anunciació (una de les seves obres més conegudes) mostra una concepció de l'espai i un realisme en detalls impressionant per a les tècniques de l'època.

## Obres

### Altar de Heilsspiegel
- Ala esquerra exterior superior esquerra:Ecclesia, 1430, Fusta, 87 × 81 cm ( Kunstmuseum Basilea)
- Ala esquerra exterior superior dreta:Engel der Verkündigung(àngel de l'anunciació), 1430, Fusta, 87 × 69 cm (Kunstmuseum Basel)
- Ala esquerra exterior inferior esquerra:Hl. Augustinus(Sant Agustí), prop de 1430, Fusta, 102 × 82 cm (Musée Municipal, Dijon)
- Ala esquerra interior superior esquerra:antipatico vor Julius Casar(antipatico de Juli Cèsar), prop de 1430, Fusta, 86 × 70 cm (Kunstmuseum Basel)
- Ala esquerra interior superior dreta:Esther vor Ahasver(Ester abans de Ahasver), prop de 1430, Fusta, 86 × 80 cm (Kunstmuseum Basel)

### Altres treballs
- Abisai, que està en genolls davant del rei David(Kunstmuseum Basel)
- Sabobai und Benajes(Kunstmuseum Basel)
- San Crisfòfol (Hl. Christophorus)(Kunstmuseum Basel)
- Joachim und Anna vor dem goldenen Tor(Kunstmuseum Basel)
- Madona i Santa a l'Església(Museu de Capodimonte, Nàpols)
- San Bartolomeo, 1435 (Kunstmuseum Basel)
- La Reina de Saba davant del rei Salomó, 1437 (Gemäldegalerie (Berlín))
- Anunciació(Germanisches Nationalmuseum, Nuremberg)
- La pesca miraculosa (Der Wunderbare Fischzug)(Ala exterior esquerra del retaule de sant Pere), 1444 (Museu d'art i història de Ginebra)

Comparació: Piero della Francesca i Konrad Witz
Fitxa tècnica:
Autor: Piero della Francesca
Data:1452-1466
Títol del quadre: "Konrad Witz"
Tècnica pictòrica: Fresc sobre paret
Mides: 336 x 747 cm
Ubicació: església de Sant Francesc d'Arezzo
Autor: Konrad Witz
Data: 1435-1437
Títol del quadre: "La reina de Sabà davant de Salomó"
Tècnica pictòrica: tremp sobre taula
Mides: 84,5 x 79 cm
Ubicació: Museu de Berlín
L'obra de Piero della Francesca i la de Konrad Witz, tot i coincidir en el tema tenen alguns aspectes diferents; ja sigui en la tècnica utilitzada, els colors aplicats o la composició de l'escena.
Formalment, la primera diferència que ens trobem a primer cop d'ull, és que en el quadre de Piero della Francesca hi apareixen dues escenes amb forces personatges. Podem anomenar-ho: narració cíclica. En canvi, el quadre de Witz està format per una escena protagonitzada per dos personatges: la reina de Sabà i Salomó. Aquesta narració és monoescènica.

Pel que fa a l'ambient ens trobem que Piero situa l'escena a l'exterior, enmig de la naturalesa i l'altra escena es troba a l'interior d'un edifici grecoromà.
Konrad també situa l'escena en un interior, dins d'una habitació amb parets daurades.
En el moment de la trobada, Piero deixa a Salomó, d'edat avançada, dempeus; a diferència de Konrad, que trobem a salomó assegut i amb un aspecte molt més jove.
Pel que fa als colors, Piero utilitza una gamma de colors càlids i Konrad embolcalla l'escena amb colors més freds.
Així doncs, Konrad Witz i Piero della Francesca, tot i ser de la mateixa època i coincidir en el tema, tenen dues formes molt diferents de representar la trobada de la Reina de Sabà amb Salomó.